# 彗星美人
《彗星美人》（英語：All About Eve，亦作《慧星美人》，又译《四面夏娃》）是一部发行于1950年的剧情电影，编剧和导演约瑟夫·曼凯维奇，影片根据瑪莉·奧爾的短篇小说《伊芙的智慧》改编。主演贝蒂·戴维斯、安妮·巴克斯特、乔治·桑德斯、塞尔马·里特、休·马洛、西莱斯特·霍尔姆、加里·梅里尔和玛丽莲·梦露。
贝蒂·戴维斯在片中饰演马戈·钱宁（Margo Channing），百老汇一个年岁已高的知名演员。安妮·巴克斯特则饰演伊芙·哈林顿（Eve Harrington），一个野心勃勃的年轻粉丝，费尽心机接近钱宁，企图夺取钱宁的地位。
加里·梅里尔等人则作为钱宁职业生涯和个人生活有关系的人物出现在影片中，同时该片也是玛丽莲·梦露早期的重要角色之一。
影片上映后好评如潮，共获得14项奥斯卡提名，并获得6项大奖，包括最佳影片。1990年被列入美国国家电影目录
，并入选美国电影学会评选的20世纪AFI百年百大电影。

## 剧情介绍

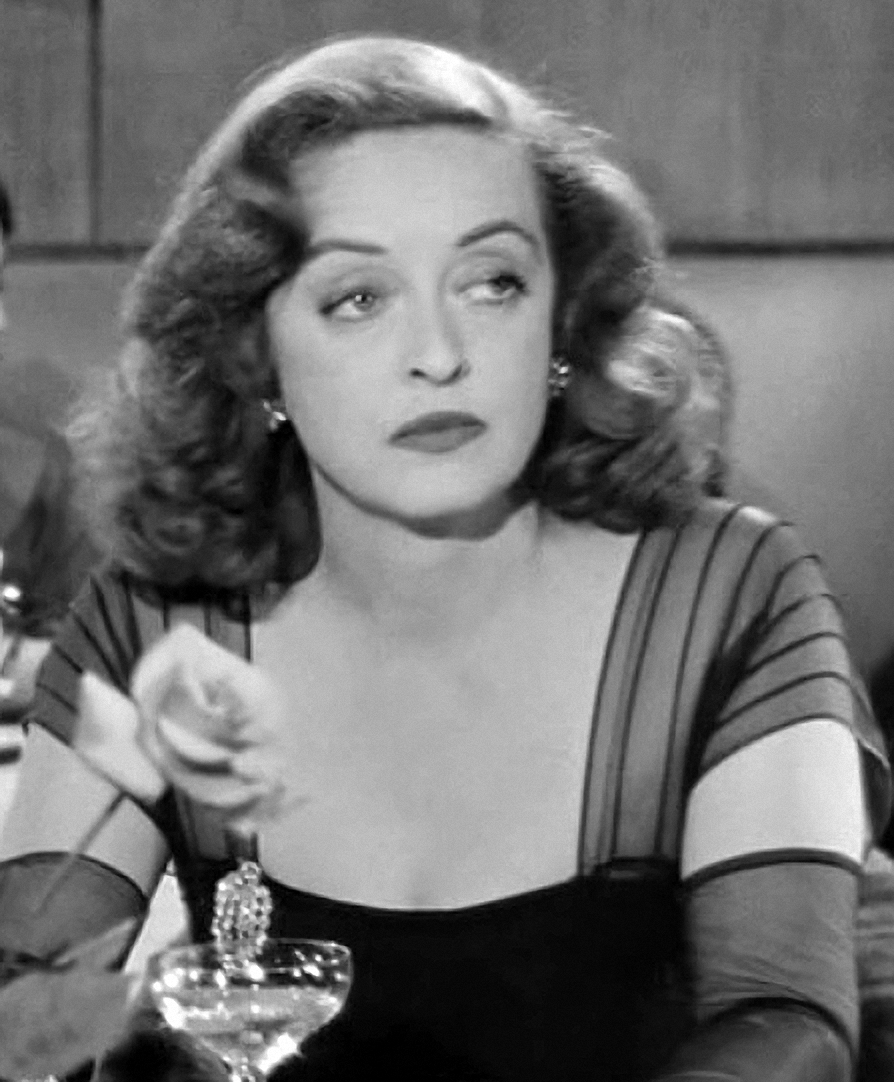
贝蒂·戴维斯饰演马戈·钱宁

马戈·钱宁（由贝蒂·戴维斯饰演），是一位有才华的女性，也是百老汇最成功、最著名的明星之一。尽管事业非常成功，钱宁在遇见年轻女子伊芙（安妮·巴克斯特饰演）时开始感觉自己老了。伊芙宣称自己是钱宁的超级粉丝，来自旧金山的有抱负的演员，希望能进入钱宁的生活，最终成为她的秘书。渐渐地，伊芙暴露出诡计多端和表里不一。她实际上想取代钱宁，并夺走钱宁所拥有的一切，包括她的男友和职业。钱宁忽略了女仆（塞尔马·里特饰演）对她的警告。
伊芙开始排挤钱宁，夺走钱宁的角色，并在钱宁最好的朋友凯伦（Karen，西莱斯特·霍尔姆饰演）的帮助下，使钱宁错过了一场演出，自己取而代之上台演出。伊芙的演出获得了成功成为一个剧院新星。在影片的最后，伊芙获得了最佳女演员奖后，她遇见了一个年轻的粉丝。又一个粉丝取代偶像的故事即将上演。

## 制作背景
玛丽·奥尔的小说源于演员伊丽莎白·伯格纳的逸闻。在1943年到1944年拍摄《噩夜惊情》（The Two Mrs. Carrolls）期间，伯格纳允许一位年轻的粉丝进入她的家庭，并聘任她作为自己的助手。伯格纳后来发现该女子企图破坏她的生活而后悔自己的慷慨。伯格纳将这个故事告诉了奥尔，后者将之作为短篇小说《伊芙的智慧》的基础，将女孩描绘得更加无情，并最终取代了老演员的地位。伯格纳后来在她的自传中也讲述了这个故事。
1949年，曼凯维奇计划拍摄一个年老的演员的故事，在阅读了《伊芙的智慧》后觉得这是一个很好的素材。他将计划交给达里尔·F·扎纳克。扎纳克保留了故事中大部分角色，又增添了一些新的角色。最终影片的名字定为。

## 演员和角色

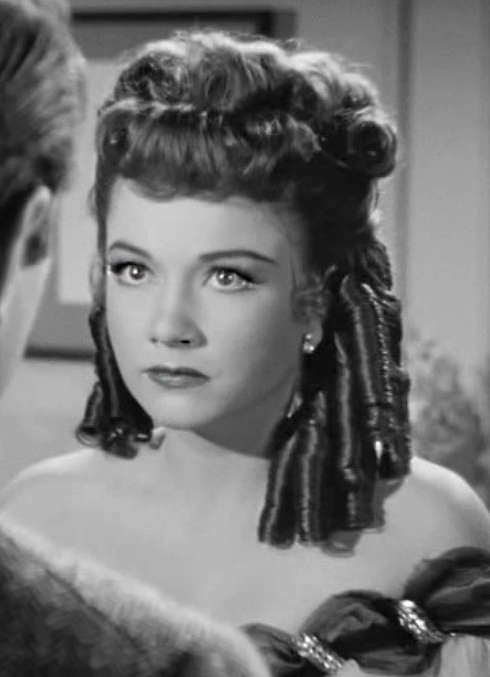
安妮·巴克斯特饰演伊芙

在克劳德特·科尔伯特背部不幸受伤后，贝蒂·戴维斯接过了马戈·钱宁这个角色。当时，戴维斯刚刚结束了和华纳兄弟长达19年的合作。后来，戴维斯说她一口气读完了剧本，觉得这是她读过的最好的剧本之一，并迅速接受了这个角色。钱宁最初的设定为上流社会，并具有幽默感，在戴维斯接演后，曼凯维奇将角色改得更粗暴无礼。在科尔伯特之前，曼凯维奇考虑由苏珊·海华出任该角色，但是被扎努克以过于年轻而否决；玛莲娜·迪特里茜也是角色的候选人，但是太德国化；茱莉·安德鲁斯因为经纪人提出要在钢琴边上唱歌而被排除；扎努克最欣赏的芭芭拉·斯坦威克没有档期。曼凯维奇赞扬了戴维斯的专业素质和表演风格，但是在几年后却在讨论中提到假如科尔伯特能够出演该角色将会怎样。
安妮·巴克斯特已经连续10年出演配角，并且在1945年因出演《剃刀边缘》（The Razor's Edge）而获得奥斯卡最佳女配角奖。她是因为伊芙的首选珍妮·克雷恩怀孕而获得该角色。

## 反响
影片在1950年10月13日上映后获得一致好评。芝加哥太阳报的罗杰·埃伯特评论戴维斯“《彗星美人》的经验丰富的演员马戈·钱宁是她饰演的最好的角色。吉恩·林戈尔德评价戴维斯为“空前出色的表演”。
阿莫多瓦的電影《我的母親》劇中提及本片，甚至是有一小段影片的段落。

## 奖项

### 奥斯卡奖
- 获奖：最佳影片奖 - 二十世纪福克斯（制片人达利·扎努克）
- 获奖：最佳导演奖 - 约瑟夫·曼凯维奇
- 获奖：最佳改编剧本奖 - 约瑟夫·曼凯维奇
- 获奖：最佳男配角奖 - 乔治·桑德斯
- 获奖：最佳黑白电影服装设计奖 - 伊迪斯·海德、查尔斯·莱艾尔
- 获奖：最佳錄音奖 - 托马斯·T·莫尔顿
- 提名：最佳女主角奖 - 安妮·巴克斯特
- 提名：最佳女主角奖 - 贝蒂·戴维斯
- 提名：最佳女配角奖 - 塞尔马·里特
- 提名：最佳女配角奖 - 西莱斯特·霍尔姆
- 提名：最佳艺术指导奖 - 乔治·戴维斯、托马斯·里特、沃特·斯科特、莱尔·惠勒
- 提名：最佳摄影奖 - 米尔顿·克拉斯纳
- 提名：最佳电影剪辑奖 - 芭芭拉·麦克林
- 提名：最佳原创音乐奖 - 阿尔弗雷德·纽曼

### 金球奖
- 获奖：最佳剧本 - 约瑟夫·曼凯维奇
- 提名：最佳剧情电影 - 制片人达利·扎努克
- 提名：最佳女主角：剧情类 - 贝蒂·戴维斯
- 提名：最佳导演 - 约瑟夫·曼凯维奇
- 提名：最佳女配角 - 塞尔马·里特
- 提名：最佳男配角 - 乔治·桑德斯

### 纽约影评人协会奖
- 最佳影片奖 - 制片人达利·扎努克
- 最佳导演 - 约瑟夫·曼凯维奇
- 最佳女主角 - 贝蒂·戴维斯

### 美国导演工会奖
- 杰出电影导演成就奖 - 约瑟夫·曼凯维奇

### 戛纳电影节
- 最佳女演员奖 - 贝蒂·戴维斯
- 评委会特别奖 - 约瑟夫·曼凯维奇
- 提名：评审团大奖 - 约瑟夫·曼凯维奇

### 英国电影和电视艺术学院奖
- 最佳影片奖 - 制片人达利·扎努克